# Polygordius erythrophthalmus
Polygordius erythrophthalmus är en ringmaskart som först beskrevs av Giard 1880.  I den svenska databasen Dyntaxa används istället namnet Polygordius erythrophtalmus. Polygordius erythrophthalmus ingår i släktet Polygordius och familjen Polygordiidae. Arten har ej påträffats i Sverige. Inga underarter finns listade i Catalogue of Life.